# Marko Juhani Mänttäri
Marko Juhani Mänttäri (* 21. Juli 1980) ist ein ehemaliger finnischer Biathlet und Skilangläufer.

## Werdegang
Marko Juhani Mänttäri begann seine internationale Karriere 2001 im Continental-Cup der Skilangläufer. Sein erstes Rennen bestritt er im Februar des Jahres im finnischen Maentyharju, wo er 37. in einem Rennen über 10 Kilometer wurde. Zu Einsätzen im Skilanglauf-Weltcup kam er zweimal. Beim ersten Mal wurde er in einem Sprintrennen in Lahti im März 2004 84., beim zweiten Mal in einem 15-Kilometer-Rennen im November desselben Jahres in Kuusamo 95. Danach lief er bis 2006 meist im Scandinavian Cup und wechselte 2006 zum Biathlon.
Seine erste Saison im Biathlon lief Mänttäri ab 2007. Sein Debüt gab er bei einem Sprintrennen im Rahmen des Europacups in Cesana San Sicario, das er als 61. beendete. Schon auf der nächsten Station wurde er in Forni Avoltri 33. und im anschließenden Verfolgungsrennen konnte er sich auf Rang 28 verbessern. Bei den Biathlon-Europameisterschaften 2007 in Bansko war Platz 25 im Einzel bestes Ergebnis, im Sprint wurde er 26., in der Verfolgung 28. Bei der letzten Station des Biathlon-Weltcups der Saison in Lahti wurde der Finne erstmals in diesem Wettbewerb eingesetzt. Im Einzel konnte er in seinem ersten Rennen 77. werden, im Sprint 66. Im Sommer lief er bei den Sommerbiathlon-Weltmeisterschaften 2007 in Otepää, wo er in den Skiroller-Wettbewerben Sprint-22.- und Verfolgungs-13. wurde. In der Saison 2007/08 folgten regelmäßige Einsätze im Weltcup. In Hochfilzen erreichte Mänttäri als 47. in der Verfolgung seine beste Platzierung in einem Einzelrennen. Höhepunkt der Saison wurde die Teilnahme an den Biathlon-Weltmeisterschaften 2008 in Östersund, wo er 64. im Sprint und 100. im Einzel wurde. Im folgenden Jahr belegte er bei den Biathlon-Weltmeisterschaften 2009 in Pyeongchang den 90. Platz im Einzel, den 55. Rang in der Verfolgung und den 46. Platz im Sprint. Nach der Saison 2009/10 wechselte er wieder zum Skilanglauf. Dabei trat er in der Saison 2010/11 im Scandinavian Cup an. Sein bisher letztes Skilanglaufrennen absolvierte er im Januar 2012 bei den finnischen Meisterschaften in Keuruu, welches er auf den 98. Platz über 3,75 km klassisch beendete.

## Teilnahmen an Weltmeisterschaften

### Sommerbiathlon-Weltmeisterschaften
- 2007 Otepää: 13. Platz Verfolgung, 22. Platz Sprint

### Biathlon-Weltmeisterschaften
- 2008 Östersund: 64. Platz Sprint, 100. Platz Einzel
- 2009 Pyeongchang: 46. Platz Sprint, 55. Platz Verfolgung, 90. Platz Einzel

## Biathlon-Weltcup-Platzierungen
Die Tabelle zeigt alle Platzierungen (je nach Austragungsjahr einschließlich Olympische Spiele und Weltmeisterschaften).
- 1.–3. Platz: Anzahl der Podiumsplatzierungen
- Top 10: Anzahl der Platzierungen unter den ersten zehn (einschließlich Podium)
- Punkteränge: Anzahl der Platzierungen innerhalb der Punkteränge (einschließlich Podium und Top 10)
- Starts: Anzahl gelaufener Rennen in der jeweiligen Disziplin

| Platzierung                      | Einzel | Sprint | Verfolgung | Massenstart | Staffel | Gesamt |
| -------------------------------- | ------ | ------ | ---------- | ----------- | ------- | ------ |
| 1. Platz                         |        |        |            |             |         |        |
| 2. Platz                         |        |        |            |             |         |        |
| 3. Platz                         |        |        |            |             |         |        |
| Top 10                           |        |        |            |             |         |        |
| Punkteränge                      |        |        |            |             | 5       | 5      |
| Starts                           | 5      | 13     | 2          |             | 5       | 25     |
| Stand: nach der Saison 2009/2010 |        |        |            |             |         |        |